# Bradfield (Berkshire)
Pour les articles homonymes, voir Bradfield.
Bradfield est une paroisse civile et un village du Berkshire, en Angleterre.